# Ronda de Valência da Fórmula Dois em 2009
A ronda no Circuito Ricardo Tormo foi a primeira do Campeonato de Fórmula Dois da FIA em 2009. Foi também a primeira de duas rondas em Espanha, e acompanhará o campeonato WTCC. Ambas poles e corridas foram conquistadas pelo piloto canadiano Robert Wickens

## Resultados

### Qualificação 1[1]
| Pos | Piloto                  | Tempo     |
| --- | ----------------------- | --------- |
| 1   | Robert Wickens          | 1m27.775s |
| 2   | Tobias Hegewald         | 1m27.789s |
| 3   | Andy Soucek             | 1m27.953s |
| 4   | Carlos Iaconelli        | 1m27.955s |
| 5   | Mikhail Aleshin         | 1m28.113s |
| 6   | Julien Jousse           | 1m28.113s |
| 7   | Edoardo Piscopo         | 1m28.130s |
| 8   | Miloš Pavlović          | 1m28.243s |
| 9   | Kazimieras Vasiliauskas | 1m28.315s |
| 10  | Henry Surtees           | 1m28.390s |
| 11  | Philipp Eng             | 1m28.461s |
| 12  | Mirko Bortolotti        | 1m28.470s |
| 13  | Jolyon Palmer           | 1m28.640s |
| 14  | Natacha Gachnang        | 1m28.729s |
| 15  | Sebastian Hohenthal     | 1m28.755s |
| 16  | Alex Brundle            | 1m29.123s |
| 17  | Jack Clarke             | 1m29.151s |
| 18  | Nicola de Marco         | 1m29.184s |
| 19  | Germán Sánchez          | 1m29.240s |
| 20  | Armaan Ebrahim          | 1m29.343s |
| 21  | Henri Karjalainen       | 1m29.422s |
| 22  | Jens Höing              | 1m29.519s |
| 23  | Tom Gladdis             | 1m30.145s |
| 24  | Pietro Gandolfi         | 1m30.743s |
| 25  | Jason Moore             | 1m31.661s |

### Qualificação 2[2]
| Pos | Piloto                  | Tempo     |
| --- | ----------------------- | --------- |
| 1   | Robert Wickens          | 1m27.488s |
| 2   | Andy Soucek             | 1m27.613s |
| 3   | Mirko Bortolotti        | 1m27.672s |
| 4   | Nicola de Marco         | 1m27.679s |
| 5   | Philipp Eng             | 1m27.741s |
| 6   | Mikhail Aleshin         | 1m27.772s |
| 7   | Carlos Iaconelli        | 1m27.848s |
| 8   | Kazimieras Vasiliauskas | 1m27.869s |
| 9   | Julien Jousse           | 1m27.872s |
| 10  | Henry Surtees           | 1m27.880s |
| 11  | Edoardo Piscopo         | 1m27.963s |
| 12  | Tobias Hegewald         | 1m28.100s |
| 13  | Sebastian Hohenthal     | 1m28.243s |
| 14  | Natacha Gachnang        | 1m28.253s |
| 15  | Germán Sánchez          | 1m28.303s |
| 16  | Tom Gladdis             | 1m28.360s |
| 17  | Alex Brundle            | 1m28.654s |
| 18  | Jack Clarke             | 1m28.716s |
| 19  | Henri Karjalainen       | 1m28.811s |
| 20  | Armaan Ebrahim          | 1m28.821s |
| 21  | Jason Moore             | 1m28.878s |
| 22  | Jens Höing              | 1m29.332s |
| 23  | Jolyon Palmer           | 1m29.355s |
| 24  | Pietro Gandolfi         | 1m30.245s |
| 25  | Miloš Pavlović          | 1m34.958s |

### Corrida 1[3]
| 1                                                                 | Robert Wickens          | 23 | 37m03.621s | 1  | 10 |
| 2                                                                 | Carlos Iaconelli        | 23 | +3.870s    | 4  | 8  |
| 3                                                                 | Kazimieras Vasiliauskas | 23 | +5.241s    | 9  | 6  |
| 4                                                                 | Mikhail Aleshin         | 23 | +5.241s    | 16 | 5  |
| 5                                                                 | Julien Jousse           | 23 | +9.922s    | 6  | 4  |
| 6                                                                 | Mirko Bortolotti        | 23 | +10.904s   | 12 | 3  |
| 7                                                                 | Henry Surtees           | 23 | +11.319s   | 10 | 2  |
| 8                                                                 | Alex Brundle            | 23 | +12.326s   | 16 | 1  |
| 9                                                                 | Nicola de Marco         | 23 | +12.913s   | 18 | 0  |
| 10                                                                | Sebastian Hohenthal     | 23 | +13.976s   | 15 | 0  |
| 11                                                                | Natacha Gachnang        | 23 | +14.982s   | 14 | 0  |
| 12                                                                | Philipp Eng             | 23 | +17.675s   | 11 | 0  |
| 13                                                                | Jack Clarke             | 23 | +17.916s   | 17 | 0  |
| 14                                                                | Germán Sánchez          | 23 | +17.994s   | 19 | 0  |
| 15                                                                | Armaan Ebrahim          | 23 | +18.924s   | 20 | 0  |
| 16                                                                | Jason Moore             | 23 | +20.724s   | 25 | 0  |
| 17                                                                | Henri Karjalainen       | 23 | +22.076s   | 21 | 0  |
| 18                                                                | Jens Höing              | 23 | +25.218s   | 22 | 0  |
| 19                                                                | Tom Gladdis             | 23 | +27.296s   | 23 | 0  |
| 20                                                                | Pietro Gandolfi         | 23 | +37.711s   | 24 | 0  |
| 21                                                                | Jolyon Palmer           | 23 | +48.195s   | 13 | 0  |
| 22 (Ret)                                                          | Andy Soucek             | 14 | DNF        | 3  | 0  |
| 23 (Ret)                                                          | Tobias Hegewald         | 14 | DNF        | 2  | 0  |
| 24 (Ret)                                                          | Miloš Pavlović          | 4  | DNF        | 8  | 0  |
| 25 (Ret)                                                          | Edoardo Piscopo         | 3  | DNF        | 7  | 0  |
| Volta mais rápida: Robert Wickens 1:29.166 (161.69kph) na volta 2 |                         |    |            |    |    |

Nota: DNS: Não começou a corrida; DNF: Não acabou a corrida

### Corrida 2[5]
| Pos                                                                   | Nº | Piloto                  | Voltas | Tempo/Aband. | Grelha | Pontos |
| --------------------------------------------------------------------- | -- | ----------------------- | ------ | ------------ | ------ | ------ |
| 1                                                                     | 12 | Robert Wickens          | 17     | 25m22.024s   | 1      | 10     |
| 2                                                                     | 14 | Mirko Bortolotti        | 17     | +5.911s      | 3      | 8      |
| 3                                                                     | 33 | Philipp Eng             | 17     | +7.881s      | 5      | 6      |
| 4                                                                     | 22 | Andy Soucek             | 17     | +8.615s      | 2      | 5      |
| 5                                                                     | 10 | Nicola de Marco         | 17     | +9.780s      | 4      | 4      |
| 6                                                                     | 15 | Mikhail Aleshin         | 17     | +11.707s     | 6      | 3      |
| 7                                                                     | 16 | Edoardo Piscopo         | 17     | +13.601s     | 11     | 2      |
| 8                                                                     | 17 | Carlos Iaconelli        | 17     | +16.616s     | 7      | 1      |
| 9                                                                     | 8  | Tobias Hegewald         | 17     | +18.826s     | 12     |        |
| 10                                                                    | 4  | Julien Jousse           | 17     | +21.577s     | 9      |        |
| 11                                                                    | 27 | Germán Sánchez          | 17     | +22.968s     | 15     |        |
| 12                                                                    | 7  | Henry Surtees           | 17     | +23.520s     | 10     |        |
| 13                                                                    | 2  | Sebastian Hohenthal     | 17     | +27.911s     | 13     |        |
| 14                                                                    | 31 | Jason Moore             | 17     | +30.365s     | 21     |        |
| 15                                                                    | 23 | Henri Karjalainen       | 17     | +31.059s     | 19     |        |
| 16                                                                    | 6  | Armaan Ebrahim          | 17     | +31.966s     | 20     |        |
| 17                                                                    | 25 | Miloš Pavlović          | 17     | +32.704s     | 25     |        |
| 18                                                                    | 24 | Tom Gladdis             | 17     | +36.317s     | 16     |        |
| 19                                                                    | 11 | Jack Clarke             | 17     | +38.336s     | 18     |        |
| 20                                                                    | 21 | Kazimieras Vasiliauskas | 17     | +38.653s     | 8      |        |
| 21                                                                    | 20 | Jens Höing              | 17     | +46.489s     | 22     |        |
| 22                                                                    | 9  | Pietro Gandolfi         | 17     | +1m01.306s   | 24     |        |
| 23                                                                    | 5  | Alex Brundle            | 16     | +1 volta     | 17     |        |
| 23 (Ret)                                                              | 3  | Jolyon Palmer           | 0      |              | 23     |        |
| 24 (Ret)                                                              | 18 | Natacha Gachnang        | 0      |              | 14     |        |
| Volta mais rápida: Kazim Vasiliauskas 1:28.322 (163.24kph) na volta 4 |    |                         |        |              |        |        |

Nota: DNS: Não começou a corrida; DNF: Não acabou a corrida

## Tabela do campeonato após a ronda
Observe que somente as cinco primeiras posições estão incluídas na tabela.
Tabela do campeonato de pilotos
| Pos | Piloto           | Pontos |
| --- | ---------------- | ------ |
| 1   | Robert Wickens   | 20     |
| 2   | Mirko Bortolotti | 11     |
| 3   | Carlos Iaconelli | 9      |
| 4   | Mikhail Aleshin  | 8      |
| 5   | Philipp Eng      | 6      |